# Pilot Lake
Der Pilot Lake ist ein See in den Nordwest-Territorien von Kanada.

## Lage
Der See liegt zwischen dem Athabascasee und dem Großen Sklavensee, 50 km östlich von Fort Smith und knapp 30 km nördlich der Grenze zu Alberta. Der kreisrunde 255 m hoch gelegene See hat einen Durchmesser von etwa 6 km. Er bedeckt eine Fläche von 43 km². Der See besitzt nur im östlichen Randbereich über ein paar Inseln weist ansonsten eine freie Wasserfläche auf. Er liegt im Einzugsgebiet des Taltson River, ein Zufluss des Großen Sklavensees. Er wird nach Westen hin über den Jackfish Lake und den Kenneth Creek zum Tethul River entwässert.

## Seefauna
Der See wird zum Angeln folgender Fische genutzt: Amerikanischer Seesaibling, Hecht, Coregonus und Amerikanischer Hecht.

## Einschlagkrater
Der See liegt in einem Impaktkrater, der einen Durchmesser von 6 km besitzt und ein Alter von etwa 445 ± 2 Millionen Jahren (Oberes Ordovizium) aufweist.